# Sydövårtkråka
Sydövårtkråka (Philesturnus carunculatus) är en fågel i familjen vårtkråkor inom ordningen tättingar.

## Utbredning och systematik
Fågeln förekommer i Nya Zeeland, tidigare vida spridd på Sydön men numera enbart på öarna vid South Cape (Nya Zeeland) och introducerad till ytterligare satellitöar.. Tidigare betraktades sydövårtkråka och nordövårtkråka (P. rufusater) som samma art, då med det svenska trivialnamnet spetsnäbbad vårtkråka. 

## Status
Sydövårtkråkan var tidigare vida spridd men minskade kraftigt, främst till följd av predation från invasiva arter. Efter ett intensivt bevarandearbete genom bland annat att införa den till predatorfria öar har den ökat i antal. År 2020 uppskattades beståndet till över 5000 vuxna individer. IUCN kategoriserar arten som livskraftig.

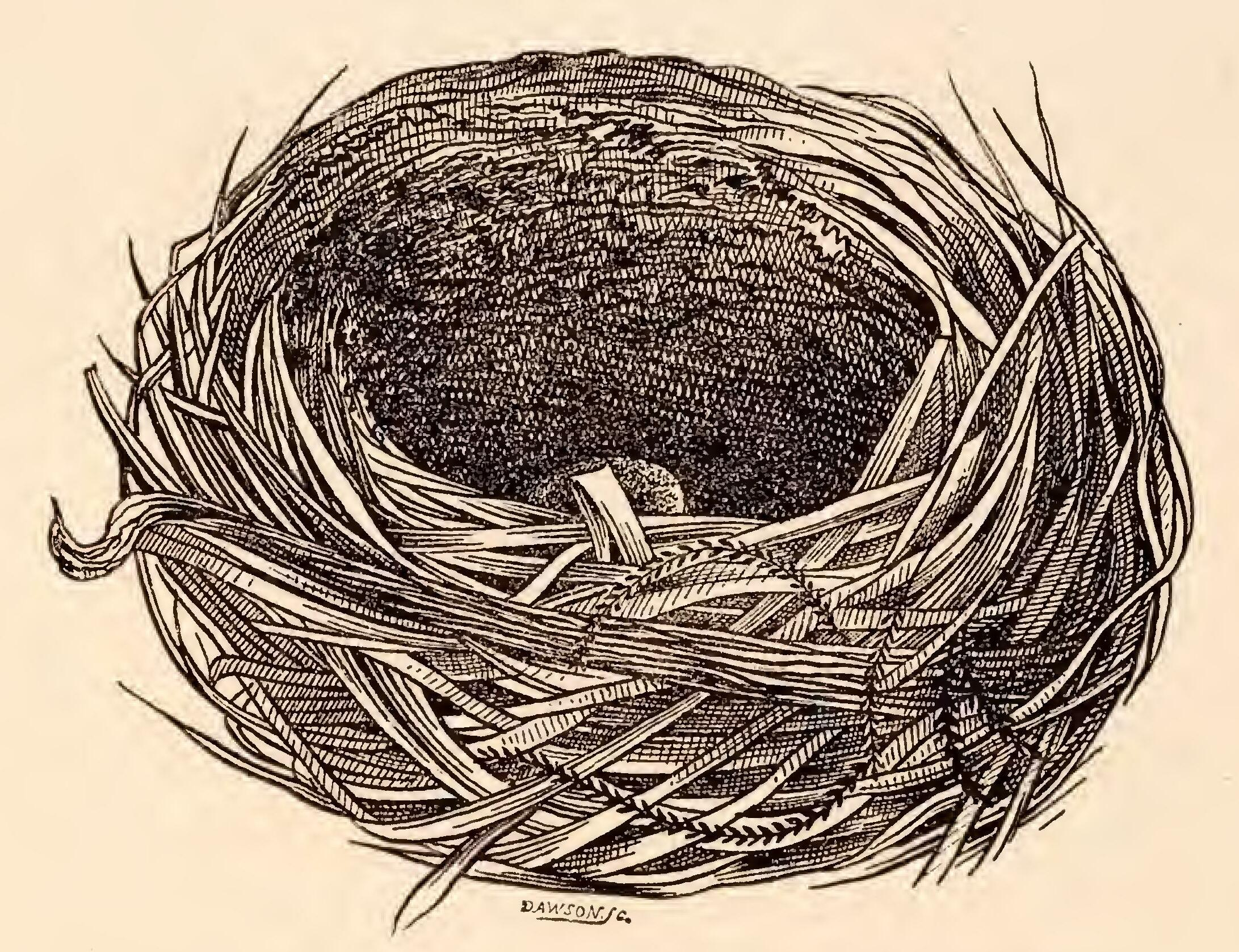
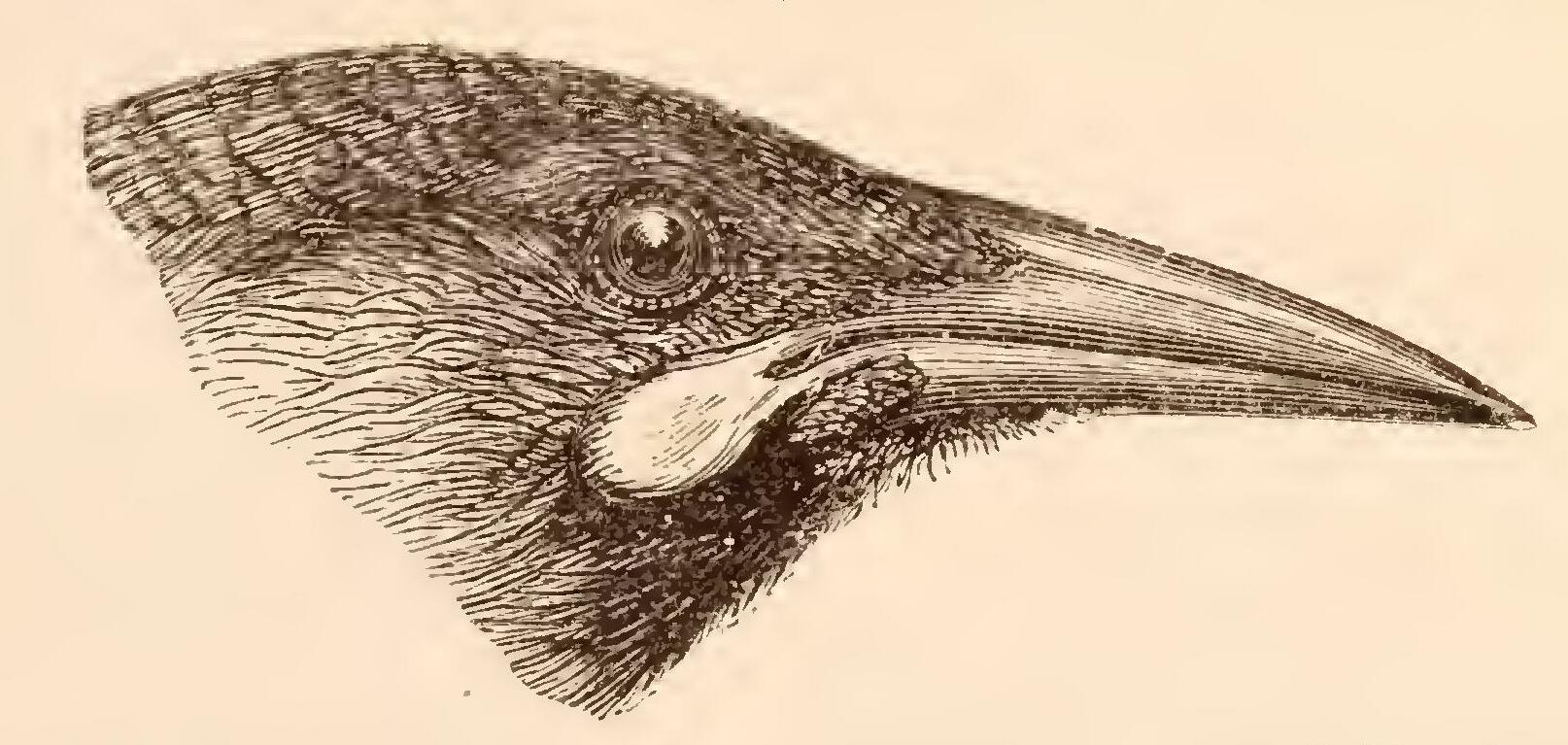